# 必然王国与自由王国
必然王国与自由王国（德語：reich der notwendigkeit und reich der freiheit）是一对历史范畴，主要表明人类的历史活动和客观规律及社会关系之间的关系:300。必然王国在哲学上指人在尚未认识和掌握客观世界规律之前，没有意志自由，行动受着必然性支配的境界:70。自由王国在哲学上指人在认识和掌握客观世界规律之后，自由地运用规律改造客观世界的境界:1740。根据马克思主义哲学基本原理，人类社会发展的总趋势表现为从必然王国向自由王国发展的过程:300。